# Ploërdut
Ploërdut è un comune francese di 1 281 abitanti situato nel dipartimento del Morbihan nella regione della Bretagna.

## Origini del nome
Il nome Ploërdut deriva dal bretone plou ("parrocchia") e da Ildut, santo britanno vissuto a cavallo tra il V e VI secolo.

## Società

### Evoluzione demografica
Abitanti censiti